# The New York Times Tower
The New York Times Building is een wolkenkrabber aan de westkant van Midtown Manhattan, in New York. De voornaamste huurder van het pand is de The New York Times Company, de drukker van onder andere The New York Times, The Boston Globe, de International Herald Tribune en de eigenaar van een aantal andere regionale kranten en radio- en televisiestations. Het gebouw werd opgeleverd in 2007. De toren is 228 meter hoog zonder antenne, met de antenne is de toren 319 meter hoog.

## De bouw
Het project werd aangekondigd op 13 december 2001. De toren is 52 verdiepingen hoog en staat aan de Eighth Avenue tussen 40th en 41st Street tegenover de Port Authority Bus Terminal. De keuze van de locatie hing samen met de uitbreiding naar het westen van Midtown en moest van de toren het meest prominente gebouw aan Eighth Avenue maken sinds de bouw van One Worldwide Plaza in 1989.
Deze locatie heeft als bijkomend voordeel dat de krant in het Times Square-gebied blijft, dit is vernoemd naar de krant nadat deze verhuisd was naar 42nd Street in 1904. The Times was — tot de oplevering van de nieuwe toren — gehuisvest aan 229 West 43rd Street.
De bouw was een samenwerking tussen The Times, Forest City Enterprises — een in Cleveland gehuisvest makelaars kantoor - en ING Real Estate.
Het gebouw, ontworpen door Renzo Piano, heeft bekendheid verworven door innovatieve toepassing van duizenden kleine keramische buisjes die horizontaal door de glazen gordijngevel steken. De bedoeling hiervan is verminderen van de belasting op het koelsysteem van het gebouw. De toren wordt 228 meter hoog, gemeten van de straat tot aan het dak, de gordijngevels reiken nog eens 28 meter hoger. De mast zal de totale hoogte op 319 meter brengen.
Op 11 november 2006 bereikte de toren zijn hoogste punt. Het gebouw is het op drie na grootste in New York en het op zes na grootste in de Verenigde Staten.

## Galerij

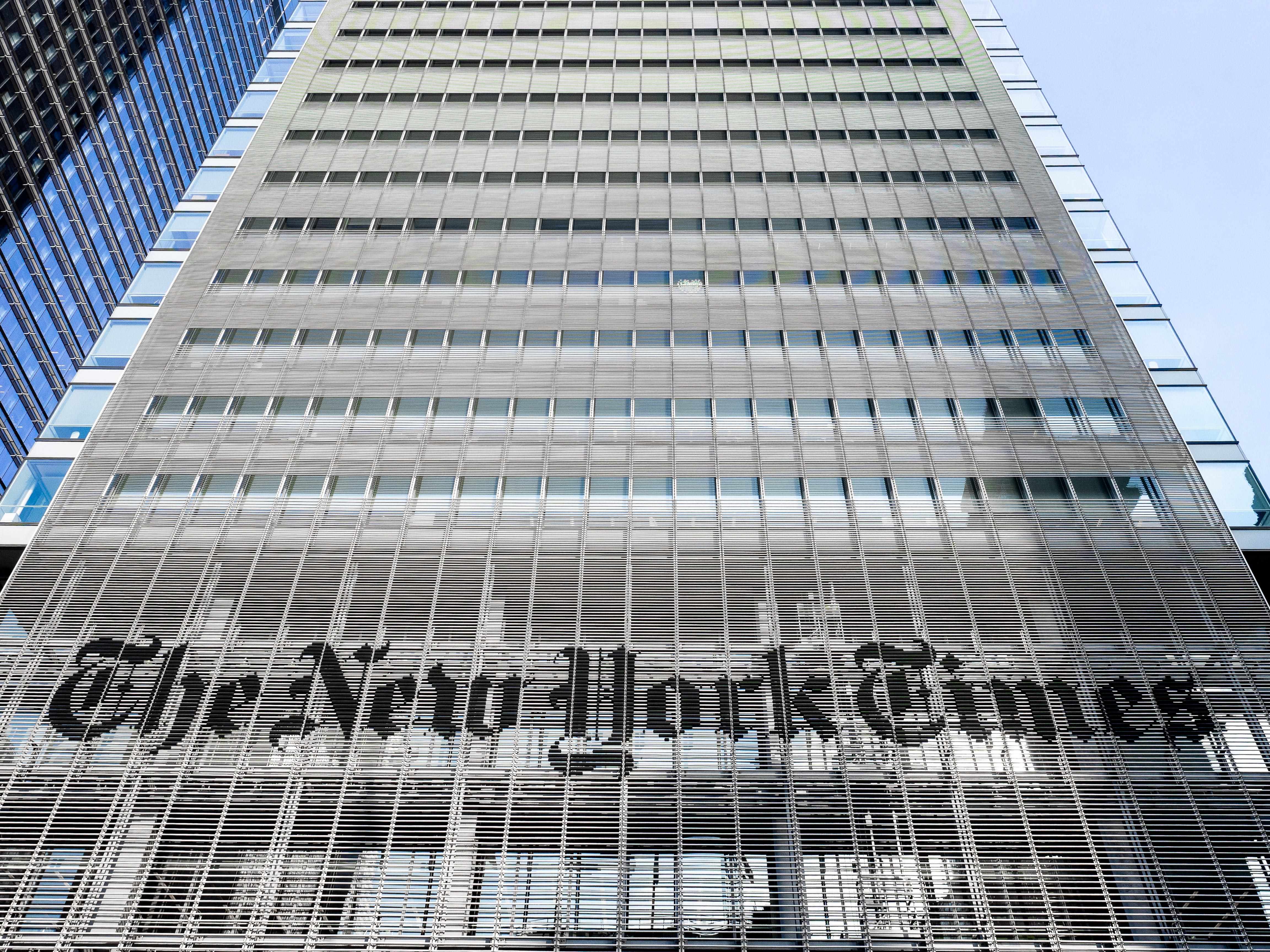
Gevel gezien vanaf straatniveau
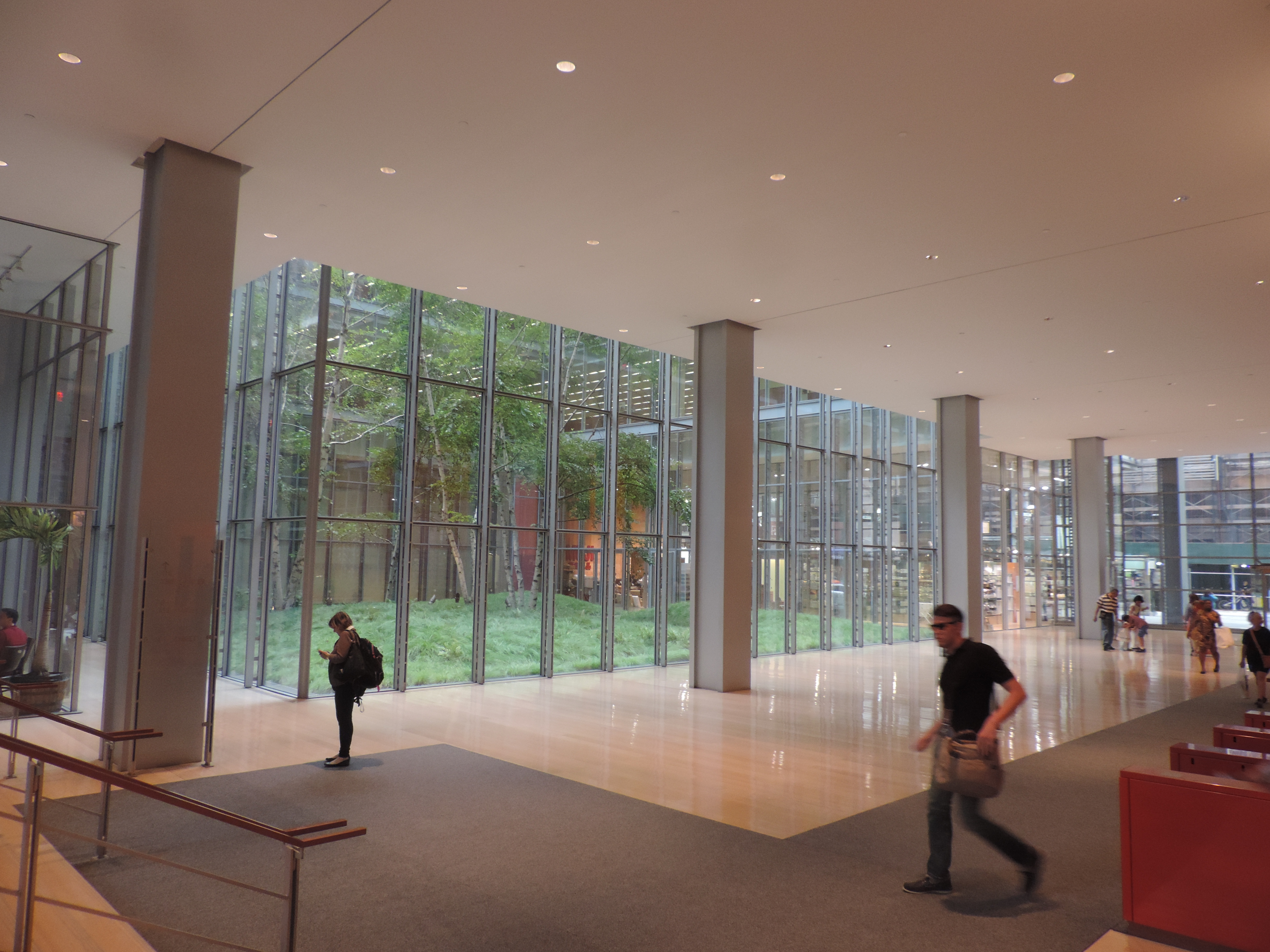
Atrium van het gebouw